# John Hinch
John Hinch (Lichfield, 19 luglio 1947 – Londra, 29 aprile 2021) è stato un batterista e manager discografico britannico.

## Biografia
Suonò nella band "The Pinch" nel 1966. Successivamente con Rob Halford negli "Hiroshima", con l'amico si unì nei Judas Priest nel 1973 e suonò nel loro album di debutto Rocka Rolla.
Fu licenziato dai suoi compagni, poiché considerato "musicalmente inadeguato". Per alcuni mesi fu batterista dei Saxon, dopodiché si ritirò definitivamente dalle scene, e divenne manager di piccole band inglesi.